# Bibio marginatus
Espèce
Bibio marginatus est une espèce fossile d'insectes diptères de la famille des Bibionidae.

## Classification
L'espèce Bibio marginatus est décrite en 1870 par le zoologiste français Émile Oustalet (1844-1905), comme une variété de Bibio ungeri sous le protonyme Bibio ungeri var marginatus,

### Fossiles
Selon Paleobiology Database en 2023, l'espèce est représentée par une seule collection du Rupélien ou Oligocène inférieur, de Corent, département du Puy-de-Dôme en Auvergne et conservée au MNHNP.

### Étymologie
L'épithète spécifique « marginatus » signifie en latin « en marge », et fait référence à l'abdomen dont les bords sont brun foncé.

## Description

### Caractères
La diagnose de Nicolas Théobald en 1937, : 

« Échant. : A26, 38, 87 Inst. Géol. Lyon.
Insecte noirâtre, ailes jaunâtres, plus courtes que l'abdomen. Tête assez grosse, deux yeux gros et presque contigus. Thorax arrondi, mésothorax renflé sur le dos, finement velu. Abdomen allongé, cylindrique. Pattes fortes. Ailes larges, stigma faible ; nervation de Bibio. ».

### Dimensions
La longueur du corps est de 11,2 mm, la tête a une longueur de 1,2 mm et une largeur de 1,5 mm, le thorax a une longueur de 3,5 mm et une largeur de 2,5 mm, l'abdomen a une longueur de 6,5 mm et une largeur de 2 mm, les ailes ont une longueur de 7,5 mm et une largeur de 3 mm.

### Affinités
« Cette espèce a été décrite du Stampien de Corent. ».

## Galerie
- Quelques espèces vivantes du genre Bibio.
- Bibio ferruginatus, mâle (Haute Ardenne - Belgique).
- Bibio hortulanus, femelle.
- Bibio lanigerus,mâle (Haute Ardenne - Belgique).
- Bibio varipes, femelle.
- Bibio johannis.
- Bibio femoratus.

### Publication originale
- [1870] Émile Oustalet, « Recherches sur les insectes fossiles des terrains Tertiaires de la France, première partie, insectes fossiles de l'Auvergne, 381 pages, I-VI planches, Annales des sciences géologiques », Thèses présentées à la Faculté des Sciences de Paris : pour obtenir le grade de docteur ès sciences naturelles., Paris, Victor Masson et fils, vol. II, no Série A n°15 n° d'ordre 356,‎ 1870 (lire en ligne). .